# Coussarea sancti-ciprianii
Coussarea sancti-ciprianii är en måreväxtart som beskrevs av Charlotte M. Taylor. Coussarea sancti-ciprianii ingår i släktet Coussarea och familjen måreväxter. Inga underarter finns listade i Catalogue of Life.